# Суперхетеродинен радиоприемник
Суперхетеродинният радиоприемник е вид радиоприемник, който служи за приемане и преобразуване на енергията на радиовълните и посредством електронни устройства произвежда електрическо напрежение, достатъчно за задействане на възпроизвеждащи устройства за създаване на достъпна за потребителите звукова енергия. Той използва принципа за честотно преобразуване (еднократно или многократно) на приетия в антената радиосигнал в електрически сигнал с друга постоянна носеща честота, наричана междинна честота, и нейното поетапно последващо усилване и демодулиране. Намаляването на честотата на входа на много по-ниската междинна честота преди демодулацията се използва поради факта, че ниските честоти се филтрират по-лесно и тяхната амплитуда може многократно да се усили.
Основното му предимство пред линейния радиоприемник е, че най-важните му части, отговорни за качеството при обработката на приемания сигнал – теснолентов филтър, усилвател и демодулатор, не трябва да се настройват на различни честоти по време на експлоатацията му.
Основната принципна схема на суперхетеродинния радиоприемник се използва в много устройства в радиопредаването, телекомуникациите, телевизията и GPS. Съвременните приемници, ползващи мрежата за радиоразпръскване, се произвеждат предимно по суперхетеродинната схема с еднократно преобразуване на честотата. Този принцип за обработка на информация чрез ефирно разпространяваните електромагнитни вълни, е изобретен почти едновременно от немеца Валтер Шотки и американеца Едуин Армстронг през 1918 година.
Терминът е заимстван от английски език – superheterodyne receiver и от използвания в руски език – супергетеродинный радиоприёмник.

## История

### Хетеродинни радиоприемници
Радиоприемниците с пряко преобразуване, наричани още хетеродини, се основават на принципа на преобразуване на напрежението на приетия радиосигнал чрез наслагването му (биене) с напрежението на електрическото трептене, създадено от спомагателен вграден генератор в радиоприемника, наричан хетеродин (на гръцки: ἕτερος – друг; δύναμις – сила, мощ). На детектора се подават едновременно двете напрежения. Честотата на хетеродинното напрежение е почти равна (разлика от 500 до 1000 Hz) или кратна на честотата на приемания от антената сигнал. По този начин при приемане на телеграфен сигнал например, директно се чуват биенията със звукова честота, равна на разликата от честотата на хетеродина и честотата на сигнала. Основното усилване и селекция на приемника с пряко преобразуване се осъществява само на ниска честота. Времетраенето на звуковия сигнал съответства на времетраенето на предаването на телеграфните знаци от точки и тирета. Качеството на приетия сигнал не е високо, поради високото ниво на шум, съпровождащ основния сигнал. В началото на 20 век първите хетеродинни осцилатори са машинни електрогенератори. Използването на въздушното пространство (ефир, етер) като физическа среда за канал за телекомуникации и предаването на съобщения с телеграф на значителни разстояния е безспорен успех, независимо от качеството на връзката. При тази принципна електрическа схема обаче постигане на добро качество на приемане е трудно дори за усилвател с радиолампи с висока чувствителност и малък коефициент на шум. Въпреки това, прослушването само на телеграфни сигнали е с приемливо качество в първите 20 години на 20 век.
Откриването на вакуумната триодна лампа и създаването на лампови генератори – „Осцилатор на Майснер“ (1913), наричан още хетеродин и осцилатор на Армстронг (1913 г.) – както и използването им като хетеродинни генератори са предпоставки за ново техническо решение. С това откритие става възможно създаването на суперхетеродинния радиоприемник и постигането на по-високо качество на възпроизвеждане на говор и музика при пренос на далечни разстояния.

### Суперхетеродинни радиоприемници
Принципът на суперхетеродинното приемане е разработван през 1917 – 1918 година от френския учен Леви и немския учен Шотки, но схемата на суперхетеродинния приемник е изобретена през 1918 година от американеца Едуин Армстронг. Използваният дотогава метод на биене на честотите е базата за прилагане на новия принцип наречен суперхетеродинен за смесване, обработка и усилване на електрическите трептения носители на информация. Новото след смесването на сигналите е отделянето на високочестотния носещ модулиран хармоник с постоянна висока честота. Разликата с хетеродинните радиоприемници е последващото след преобразуването многократно филтриране и усилване по висока честота. Това е най-съвършената радиотехническа схема, използвана за такива цели и тя се използва в приемници за амплитудно модулирани, честотно модулирани радиосигнали и при приемането на телевизионни сигнали.
Практическото прилагане на теоретичната разработка е забавено при масовото производството на радиоприемници поради оскъпяването на конструкцията с влагането на генераторна лампа и филтъра, наричан междинночестотен трансформатор. Поради несъвършенството на съществуващите тогава радиолампи, честотното преобразуване се реализира с отделни генераторна и смесителна лампа. По-високата цена на суперхетеродинния приемник в сравнение с цената на приемника с линейно усилване по висока честота ограничава производството до създаването на нова елементна база – радиолампи с косвено отопляем катод и многорешетъчни радиолампи. Създаването на многорешетъчните смесителни радиолампи и пентодната лампа през 1933 година създават условия за широко използване на схемата за суперхетеродинно приемане.
От средата на 30-те години на 20 век монопол в производството на суперхетеродинни приемници има RCA (Radio Corporation of America). В СССР суперхетеродинни приемници за служебно ползване са разработени за нуждите на армията през 1932 г. Масово производство на радиоприемници за потребителски нужди ползващи гражданското радиоразпръскване се усвоява през 1936 г. През 30-те години в България във фабриката Тулан, намираща се в Бургас, успоредно с производството на линейни радиоприемници с пряко усилване, се създават и произвеждат серия от радиоприемници по суперхетеродинната схема. Внедряването на тази модерна радиотехническа схема е дело на собственика на фабриката, френският възпитаник инж. Светозар Пренеров.

## Принцип на суперхетеродинното приемане
В суперхетеродинния приемник е реализирана идеята усилването на високочестотния сигнал да се осъществява само на една честота с резонансни усилватели използващи за товар трептящи кръгове, усилващи и пропускащи само тази основна честота и нейната честотна лента като носител на информация. Реализира се с нови решения:
- Генериране на хетеродинно напрежение с регулируема честота за целия приеман честотен обхват на приемника. Трептящият кръг на хетеродина се пренастройва едновременно с трептящите кръгове на входното устройство.
- Честотно преобразуване на приеманите високочестотни модулирани сигнали в напрежение с друга носеща честота, без да се изменя формата и честотата на обвиващата крива, т.е. без да се променя закона на модулиране от радиопредавателното устройство. Новата носеща честота е висока, нарича се междинна честота и е постоянна за всички сигнали от приемания обхват от приемника.
- Междинночестотен усилвател (МЧУ) (лентов усилвател) е съставен от активни усилвателни елементи, където за сметка на захранващото напрежение се получава усилване на вече преобразувания входния сигнал. За товар на усилвателя се използват един или повече трептящи кръга, настроени в резонанс на междинната честота. Това стъпало на радиоприемника реализира основните предимства на принципа суперхетеродинно приемане:

- висока чувствителност – голямо усилване по висока честота до детектора;
- висока избирателност – голяма брой трептящи кръгове със стръмна резонансна характеристика на лентовия МЧУ;
- качество на възпроизвеждане – значително по-високо от другите радиотехнически схеми поради добрата, почти правоъгълна форма, на резонансната характеристика.

Обикновено междинната честота {\displaystyle f_{\mathrm {M} }} е сравнително ниска и е равна на разликата или сумата от честотата на хетеродина {\displaystyle f_{\mathrm {x} }} и честотата на приемания сигнал {\displaystyle f_{\mathrm {c} }}.
{\displaystyle f_{\mathrm {M} }={\begin{cases}f_{\mathrm {x} }-f_{\mathrm {c} },&{\mbox{ (1)}}\\f_{\mathrm {c} }-f_{\mathrm {x} },&{\mbox{ (2)}}\end{cases}}}
(1) се получава при горна настройка на хетеродина, а (2) при долна настройка на хетеродина.
Технически произвеждането на осцилации на различни честоти от генератора – хетеродин, в зависимост от станцията на която сме настроили радиоприемника си в рамките на прослушвания радиодиапазон, се осъществява чрез общ променлив кондензатор с отделни секции на една ос, както за входните трептящи кръгове, така и за генераторните трептящи кръгове. По този начин с едновременната промяна в настройката на трептящите кръгове на входното устройство, се променя и настройката на генератора, като се спазва условието след преобразуването междинната честота да е постоянна за целия прослушван обхват. За амплитудно-модулирани сигнали стандартна междинна честота е 468 kHz. За честотно-модулираните сигнали на УКВ обхвата (88 – 108 MHz) междинната честота е 10,7 MHz. В телевизионните приемници се използва междинна честота за изображение 38 или 38.9 MHz. Звуковия съпровод в телевизионния приемник е с втора междинна честота 5,5 MHz и/или 6,5 MHz в зависимост от стандарта.

## Основни съставни блокове на суперхетеродинния радиоприемник
Блоковата схема на суперхетеродинния радиоприемник за амплитудно-модулирани сигнали се различава малко от този за прием на честотно-модулирани радиосигнали. Разликата е в по-сложния демодулатор. При последните, блоковата схема трябва да съдържа допълнително амплитуден ограничител и друго по-сложно схемно решение за детектирането на междинночестотното напрежение чрез т.нар. честотен детектор.

### Входно устройство
Антената и входното устройство (ВхУ) на радиоприемника приемат ефирно излъчените радиосигнали. Входното устройство се състои от елементи за връзка с антената (обикновено постоянен кондензатор) и от един или няколко трептящи кръга. Бобините на трептящите кръгове на ВхУ при трансформаторна връзка имат феритни сърцевини за регулиране степента на индуктивната връзка. С включени в трептящия кръг променливи елементи (променлив кондензатор, варикап или променлива индуктивност – вариометър, феровариометър) се извършва настройка само на определена честота от обхвата и така се осъществява приемане само на определена радиостанция. С промяната на резонансната честота на трептящите кръгове на входното устройство се постига добра честотна избирателност по огледален и междинен канал, като се използва явлението резонанс с приемания сигнал. Именно чрез резонансните качества на трептящия кръг се повишава е.д.с. на индуцирания в антената сигнал. ВхУ трябва да осигури съгласуване на антената с радиочестотния усилвател, с което се цели да се постигнат две изключващи се условия – максимално усилване при минимален коефициент на шум на приемника.
Основни параметри:
- коефициент на предаване – К;
- широчина на пропусканата честотна лента – В0,7;
- избирателност – σ;
- коефициент на покритие на приемания честотен обхват – kf;

### Резонансен усилвател
Радиочестотният усилвател (РЧУ) се състои от активен високочестотен усилвателен елемент и товар – трептящ кръг, настроен на честотата на приеманата радиостанция fc. Именно поради наличието на такъв характерен товар РЧУ се нарича още и резонансен усилвател. При високия клас радиоприемници настройването на товара на РЧУ за конкретната приемана станция се осъществява с трета секция на променливия кондензатор. Три секции на една ос – по една за входното устройство, за товара на РЧУ и за хетеродина – е скъпо техническо решение. Задължително условие е трептящите кръгове на входното устройство и тези на товара на РЧУ да са идентични, за да се променя настройката на всички трептящи кръгове по един и същи закон.
Когато по конструктивни или икономически съображения в конструкцията не може да се вгради трисекционен променлив кондензатор, се използват широколентови високочестотни усилватели – например в масовите радиоприемници от по-нисък клас. За тази цел междукаскадната връзка се осъществява с несиметрични филтри, които имат не само трансформиращи свойства, но и може да се произведат с пропускане на определена честотна лента. Това им качество позволява да изпълняват функцията на лентови филтри и да съгласуват високоомната (напр. колекторна) изходна верига на РЧУ с нискоомната (напр. базова) верига на смесителя – преобразувател на честота.
За намаляване на нивото на смущения, попадащи в смесителя и предизвикващи интермодулационни изкривявания, усилването на РЧУ трябва да бъде малко. Необходимо е да се вземат мерки за много добра режимна и температурна стабилизация на активния усилвателен елемент. За да се намалят изкривяванията, създадени от усилвателния елемент, е необходимо предавателната му характеристика да има достатъчно дълъг линеен участък. Трябва да се избере такава слаба, но достатъчна връзка с трептящия кръг, при която съществени технологични отклонения на параметрите на елементите на РЧУ да променят неговите общи характеристики в допустими, неголеми граници.
Основни параметри:
- коефициент на усилване по напрежение – Кu;
- широчина на пропусканата честотна лента – В0,7;
- избирателност – σ;
- коефициент на покритие на приемания честотен обхват – kf;
- коефициент на шум – F;
- изкривявания причинени от РЧУ:

- фазови,
- честотни,
- нелинейни;

### Честотен преобразувател
Честотният преобразувател съдържа два блока:
- хетеродин
- смесител

#### Хетеродин
Хетеродинът генерира електрически трептения с малка мощност, използвани за преобразуването на приемания сигнал. Реализира се като отделно стъпало, или с един електронен елемент се извършва и генерирането и смесването до получаване на напрежение с междинна честота. За да се реализира идеята за суперхетеродинното приемане, промяната на осцилираната честота на този локален генератор се осъществява със същите технически средства, както във входящото устройство на приемника. Най-често се използва една секция от сдвоен променлив кондензатор в трептящия му кръг, така че разликата между приетата и усилената честота на сигнала от високочестотния усилвател и тази на хетеродина да се променя по един закон и винаги да бъде постоянна. За доброто радиоприемане към хетеродина се предявяват следните изисквания:
- Хетеродинът трябва да генерира синусоидално напрежение без хармонични в необходимия честотен обхват.
- Хетеродинното напрежение трябва да е стабилно по честота. Една честотна нестабилност предизвиква честотни изкривявания, с което се намалява чувствителността на приемането. Стабилността на честотата на хетеродинното напрежение се увеличава при използване на хетеродинен кръг с малко затихване. За целта се използват още и схеми за автоматична донастройка на честотата.
- За да се обезпечи равномерност и висока чувствителност на приемника в обхвата, хетеродинното напрежение трябва да е достатъчно по големина и стабилно по амплитуда в целия обхват, независимо от температурните промени на външните условия на експлоатация или от промени поради нестабилно захранващо напрежение.
- Хетеродинът трябва да генерира осцилациите си с постоянна мощност и с много слабо изразена зависимост от генерираната честота.[9]

Използват се няколко схемни решения:
- Хетеродин с трансформаторна обратна връзка. Спрягането на резонансния кръг с този се осъществява с избора на постоянен и полупроменлив кондензатор в трептящия кръг. Особености:

- недостатъчно стабилна честота на осцилациите;
- недостатъчна неравномерност на амплитудата на трептенията по приемния обхват.

- Хетеродин с капацитивна обратна връзка.
- Хетеродин с автотрансформаторна обратна връзка.

Последните две схеми намират най-голямо приложение в преобразувателите с отделен хетеродин, поради голяма стабилност на честотата и
по-проста конструкция поради наличието само на една бобина за всеки обхват на радиоприемника.

#### Смесител
Смесителят е нелинеен елемент и получава сигнали от изходите на РЧУ и от хетеродина. Предназначението му е приеманите високочестотни модулирани сигнали да се преобразуват по честота, в резултат на биенето на двата сигнала с различен произход fc и fх, като се запази формата на обвиващата (модулираща) крива. Получената нова честота на изхода на смесителя е съпроводена със съставки, богати на хармонични честоти с различна амплитуда и математически описани с израза:
αfc + βfx, където α и β имат стойности от 0 до безкрайност, както с положителен, така и с отрицателен знак.
За отделяне на полезната т. нар. междинна честота, е необходимо след смесителя да се постави избирателна система – лентов филтър за фиксирана честота, равна на междинната fМ, която след преобразуването е еднаква за всички радиосигнали от приемания обхват.
Разликовото преобразуване е възможно както при fc > fx със стойности (α=1; β=-1), така и при fc< fx  със стойности (α = -1; β = 1). Въпрос на конструктивно решение с избора на лентовите филтри е да се реализира т.нар. долна или горна настройка, формулирана по-горе.

### Междинночестотен усилвател
Полученият електрически сигнал от смесителя с постоянна междинна честота се отделя от резонансни трептящи кръгове или филтри със съсредоточена селекция и се усилва от междинночестотен усилвател (МЧУ). МЧУ е резонансен усилвател, изпълнен от една или няколко каскади, като ролята на товар на активния усилвателен елемент играят лентови филтри, свързани индуктивно и наричани междинночестотен трансформатор. МЧУ се отличава от обикновения резонансен усилвател с по-простата си конструкция поради фиксираната настройка на постоянна честота, но има по-голям коефициент на усилване и постоянна честотна лента на пропускане. Поради тези характерни особености усилвателят често се нарича лентов усилвател. Силата на индуктивната връзка, ширината на пропусканата лента и стръмността на амплитудно-честотната характеристика на междинночестотен трансформатор са така определени, че да пропускат само носещата междинна честота с честотната ѝ лента, пренасяща информация. Честоти от съседни станции или от хармонични в резултат на преобразуването, за които филтърът представлява почти късо съединение, се отстраняват като се потискат до нивото на допустимия шум и с това се обезпечава висока избирателност. Общото усилване на МЧУ обезпечава високата чувствителност на радиоприемника.
При монофонично пренасяне и приемане на звука, честотната лента на МЧУ е сравнително тясна. При стереофонично пренасяне на звука чрез радиовълните се пренася звукови информация по няколко канала. Обикновено използваните канали не са повече от шест, тъй като с увеличаването им не се подобрява звуковата картина при възпроизвеждане. За излъчване на стереофонично предаване се формира комплексен стереосигнал, при който по системата FCC, модулиращият комплексен стереосигнал е с широчина на честотата от 30 до 53 kHz. Именно тази широка честотна лента е причината да се използва УКВ обхват и честотна модулация за излъчване и приемане на звука. Това определя и ширината на пропусканата и усилвана честотна лента от МЧУ в стереоприемника – тя е в границите от 180 до 230 kHz (обикновено 200 kHz).
При проектирането и изграждането на междинночестотен усилвател стойността на междинната честота се избира така, че в работния диапазон да няма мощни радиостанции. Така се обезпечава потискането на евентуалните смущения по паразитен канал по междинна честота. За радиоприемниците се избира 110 kHz или 460 kHz (за България 468 kHz). За телевизията най-често се избират честотите 31,5 MHz (за звука) и 38 MHz (за картината). За професионалните приемници междинните честоти се избират в диапазоните 110 kHz – 115 kHz, 125 kHz – 130 kHz, 210 kHz – 215 kHz, 460 kHz – 465 kHz, 490 kHz – 510 kHz, 720 kHz -750 kHz, 910 kHz – 930 kHz, 1500 kHz – 1600 kHz, 2000 kHz – 3000 kHz.

### Демодулатор (детектор)
Демодулирането е процес, при който се премахва носещата висока честота (в случая междинната честота) и полученият нискочестотен електрическия сигнал като носител на звуковата информация може да се усилва и възпроизвежда. Демодулирането се осъществява от принципно различни електрически схеми за различните видове модулация на радиосигнала, но основните демодулиращи елементи са ламповият или полупроводниковият диод.
Амплитудно модулираното с аналогов сигнал напрежение с междинна честота на входа на детекторното стъпало има сравнително големи амплитуди – от 0,7 до 0,8 V. Това позволява полупроводниковите диоди да се използват в една сравнително линейна част на волт-амперната си характеристика, която може да се разглежда като апроксимирана до две прави пречупени линии. За увеличаване на коефициента на предаване на детектора, към диода може да се приложи малко положително преднапрежение (обикновено от 50 до 120 mV), реализирано с паралелно включен делител на напрежение. И макар да се намалява входното съпротивление на диода, положителното преднапрежение намалява нелинейните изкривявания и подобрява температурната стабилизация на параметрите на диода. Изборът на преднапрежението трябва да не намалява съществено входното съпротивление на детектора, тъй като коефициентът на усилване на МЧУ зависи от товара и нараства с увеличаването му. Когато товарът (междинночестотният трансформатор и диодът на детектора) има висока стойност, МЧУ работи по-ефективно с висок коефициент на усилване. В случая високото входно съпротивление на детектора е желано, но температурната нестабилност на активния елемент и допуснатите нелинейни изкривявания влошават общата работа на всички предходни стъпала в радиоприемника. Това противоречиво изискване за входното съпротивление на диода се решава с компромис, който да даде положителен ефект върху качеството на получения нискочестотния звуков сигнал.
Честотният детектор преобразува честотно модулираното напрежение в нискочестотно напрежение със звукова честота, изменящо се по закона на модулацията. Има различни решения за схемната конфигурация на честотния детектор и използването му. Обикновено включването му в електрическата схема на радиоприемника става след предварителна обработка на междинночестотното напрежение от амплитуден ограничител. Така чрез ограничаване по амплитуда, реализирано от нелинеен резонансен четириполюсник, към честотния детектор се подава почти постоянно напрежение, независимо от промяната на амплитудата му на изхода на междинночестотния усилвател. Освен ограничаването на амплитудата, филтърът му отстранява паразитната амплитудна модулация на приеманите сигнали.
Честотните детектори се разделят на няколко основни групи по принципа на работата си, като най-често приложими са честотно-амплитудните детектори и честотно-фазовите детектори, наричани още фазови дискриминатори, детектори – броячи на импулси и др.

### Нискочестотен усилвател
Нискочестотният усилвател има предназначението да увеличи мощността на детектирания нискочестотен сигнал. Обикновено усилвателите са двустъпални (или повече) като са:
- първо НЧУ стъпало по напрежение
- второ НЧУ по мощност.

### Възпроизвеждащо устройство
За възпроизвеждащи устройства основно се използват високоговорители или система от високоговорители, когато се изисква по-високо качество на възпроизвеждане. Това особено важи за суперхетеродинните приемници от висок клас или тези с възможност да приемат и възпроизвеждат стереофоничен звук.

## Съвременно технологично развитие

### Нови градивни елементи
Микроелектрониката внесе съществени промени в технологията на производство на радиоприемната техника. Един от етапите в развитието на електрониката е разработването на специализирани хибридни интегрални схеми. С тях е възможно включването на пасивни елементи извън интегралната схема и този модел на монтаж е особено удобен при аналоговите радиоприемници. Характерното е, че електрическата схема на приемника се изгражда с дискретни елементи. Приложими са за ниска серийност на произвеждани приемници (до 10 000 бр.).
Следващ етап в развитието на технологията е планарната технология, при която всички активни и пасивни елементи на електронната схема се изграждат едновременно върху чип (монолитна интегрална схема). Те се характеризират с висока надеждност, малки размери и ниска цена. Намират приложение при аналогови и цифрови устройства, което позволява производство в много големи серии. По-простите аналогови монолитни схеми имат по-голяма гъвкавост и по-широка област на приложение. Аналоговите монолитни интегрални схеми с по-сложна конфигурация се използват за специални цели и имат конкретно приложение. С такива интегрални схеми може да се реализира съвкупност от няколко стъпала в приемника, изпълняващи няколко функции, и се наричат субсистема.
Често употребяван активен елемент в радиоприемниците е операционният усилвател. Това е универсален постояннотоков усилвател с голям коефициент на усилване и дълбока отрицателна връзка. Намира приложение като суматор, компаратор, диференциатор, интегратор, стабилизатор на напрежение, активен филтър и др. За този вид интегрална схема е характерно това, че няма вградени елементи за обратна връзка, а тя се осъществява с пасивни градивни елементи, монтирани допълнително в зависимост от конкретната потребност. Това я прави универсална при изграждането на разнообразни усилвателни схеми. Най-простият вид операционен усилвател е диференциалният усилвател, който в радиотехниката за обработката на аналогови сигнали се изработва като видеоусилвател и резонансен усилвател. Особено популярни са интегралните схеми МА3001 и МА3005, които се използват и в двете усилвателни схеми в комбинация с допълнително включени пасивни елементи в зависимост от конкретната схема.
За радиоприемните устройства са разработени и специализирани интегрални схеми за МЧУ. Тези интегрални схеми освен усилването на електрическия сигнал изпълняват и различни допълнителни функции. Затова се разработват специализирани за амплитудно модулирани (АМ) сигнали и такива за честотно модулирани (ЧМ). Вторият тип освен усилването по междинна честота може да включват и функциите амплитудно ограничаване, честотно детектиране и предусилване по ниска честота. Примери за такива са интегралните схеми ТАА263 за реализиране на МЧУ за АМ сигнали и ТАА350 за МЧУ с амплитуден ограничител за ЧМ сигнали. Като преобразувател се използва МА3006, а за сложните процеси за детектиране на сигнали с честотна и фазова модулация са разработени специализирани интегрални схеми, построени по принципната схема за изграждане на схемата с дискретни елементи.
Като пример за субсистема може да се посочи интегралната схема МА3014. В нея са вградени МЧУ, амплитуден ограничител, честотен детектор, нискочестотен предусилвател и стабилизатор на напрежение. Тази интегрална схема е предназначена за вграждане в радиоприемници за ЧМ сигнали и в канала за звук на телевизионните приемници.
Друг пример на сложна субсистема е интегралната схема ТАА840. Тя е предназначена за преносими радиоприемници от нисък клас, работещи в дълговълновия и средновълновия обхват. Съдържа всички стъпала на радиоприемника за АМ сигнали – високочестотен усилвател, честотен преобразувател, междинночестотен усилвател, детектор, нискочестотен предусилвател и стабилизатор на напрежение. Липсва само мощното крайно стъпало на нискочестотния усилвател.
В модерната радиоприемна техника приложение вече намира и използването на микропроцесорите.

### Нови конструктивни решения
В съвременните суперхетеродинни приемници са въведени редица промени, свързани с използването на нови производствени технологии, нови ефектни конструктивни материали, висококачествени акустични системи и модерен дизайн. Функциите на радиоприемника се разширяват чрез съчетаване с устройства за възпроизвеждане или запис на звук от магнитна лента, CD, MP3 плейър. Производителите се стремят да създават радиоприемници за всеки вкус и такива, които да покриват всяка конкретна потребност за експлоатация съобразно с бита на ползвателя. Дървените кутии на радиоприемника са заменени от такива с ефектни форми от нови материали, с подходящи размери за вписване в интериора и с много високо качество на възпроизвеждане от широколентови акустични системи.
Особено внимание се обръща на удобството за ползване. Преди всичко в съвременните радиоприемници от ръчната плавна настройка с променлив кондензатор или такава с механично преместване на магнитни сърцевини (в автомобилните радиоприемници), се преминава към вграждане на електронни настройващи устройства. Електронната настройка се осъществява с варикап (Variable Capacitor). Този полупроводников диод е характерен със зависимостта на бариерния му капацитет от приложеното върху него отрицателно напрежение. Включен в трептящ кръг се използва както за електронна честотна настройка, така и за фина електронна донастройка (електронна лупа) на радиоприемниците в късовълновия обхват. С електронни елементи се реализира и автоматичната електронна настройка. С подобни схеми се осъществява електронно търсене на радиостанция в определен диапазон, автоматично спиране и задържане на настройките, когато е прихванат сигнал с достатъчна мощност (свързана с чувствителността на радиоприемника).
Използването на схеми с включени в тях варикапи опростява конструкцията на приемника и улеснява значително обслужването му. Конструкцията става по-малка, по-проста и по-евтина, в сравнение с тази от използваните преди технически средства за настройка. Като основно предимство на електронната настройка се посочва повишената експлоатационната надеждност и възможността за експлоатационни удобства като автоматична, дистанционна и сензорна настройка в т.ч. електронно превключване на обхватите и сензорно избиране на станциите и обхватите.

### Съвременни схемни решения
Микропроцесорната технология позволява схемата на суперхетеродинния приемник да се замени от софтуерно създадена (определена) радиосистема (Software-defined radio, SDR), като обработването на сигнала след входния филтър става чрез софтуер. Тази техника вече се използва в редица устройства, например в евтини FM радиоприемници, както и в мобилни телефони, тъй като те разполагат с необходимия микропроцесор.

## Предимства и недостатъци

### Предимства
Преобразуването на приетите сигнали в междинночестотно напрежение осигурява на суперхетеродинния приемник редица предимства в сравнение с линейния радиоприемник – има голяма избирателност, голяма чувствителност, постоянство по избирателността и чувствителността по обхвата. За постигане на добра чувствителност, честотния преобразувател и резонансния усилвател на стереорадиоприемника се реализират с транзистори с висока гранична честота и ниско ниво на шума или с полеви транзистори. Постигнатата висока чувствителност се определя и от възможността да се постигне високо усилване на сравнително ниска честота. Увеличаването на ширината на честотната лента и работните честоти изискват и специални схемни решения (автоматична донастройка на хетеродинната честота и др.), качествена елементна база, които увеличават цената на радиоприемника като пазарен продукт. Основното усилване е по постоянна междинна честота, което е предпоставка за равномерност на чувствителността по целия диапазон. Високата избирателност се осигурява от междинночестотния усилвател при усилването на сравнително ниска и постоянна честота. Голямото предимство на схемното решение е, че избирателността е равномерна по диапазона точно поради това, че междинночестотната част не се настройва в процеса на експлоатацията на приемника. Суперхетеродинният радиоприемник има ниско ниво на нелинейните изкривявания при демодулация, поради възможното постигане на високо предходно усилване, което осигурява работа на детектора в линейната част на амплитудно-честотната му характеристика.

### Недостатъци
Като недостатък на суперхетеродинната схема се изтъква честотната нестабилност на хетеродина. В такива случаи генерираното хетеродинно напрежение предизвиква честотни изкривявания, намаляване на коефициента на усилване на честотния преобразувател и МЧУ, с което се намалява чувствителността на радиоприемника. Това налага в по-високия клас радиоприемници хетеродинът да притежава специални решения за температурна и честотна стабилизация на генерираната честота. Колкото е по-висока честотата (напр. късовълновия обхват) и колкото пропусканата честотна лента от резонансните усилватели на МЧУ е по-тясна, толкова по-нежелани са тези последици. При приемниците за телеграфен сигнал с доста тясна пропускана честотна лента, честотната нестабилност може да предизвика пълно пропадане на приемания сигнал.
Значителен недостатък на суперхетеродинния радиоприемник е приема на радиосигнал от радиостанция, излъчваща на честота от т.нар. огледален канал, тъй като не може да бъде филтриран. Това явление се получава, когато разликата между честотите на хетеродина и на „огледалната“ радиостанция е равна на междинната честота на радиоприемника. Получават се шумове и смущения, които са значителни при близка и мощна радиостанция. Избирателността по огледален канал зависи от броя и качеството на трептящите кръгове във входното устройство или се подобрява с прилагане на метода за двойно преобразуване на честотата. В зависимост от схемното решение е възможно да проникне напрежение от хетеродина в кръговете на входното устройство, да постъпи в антената и да се излъчва в околното пространство. За недостатък може да се приеме и относителната сложност на схемата за суперхетеродинен прием. В процеса на производство се реализира по-трудно фабричната настройка на входното устройство и хетеродинните кръгове и настройката на линейните филтри на междинночестотния трансформатор. С това се оскъпява готовият продукт.